# مارکس پلیس (کالیفرنیا)
مارکس پلیس (به انگلیسی: Marks Place) یک منطقهٔ مسکونی در ایالات متحده آمریکا است که در شهرستان مندوسینو، کالیفرنیا واقع شده‌است. مارکس پلیس ۵۲۸ متر بالاتر از سطح دریا واقع شده‌است.